# ATF6
El factor de transcripció activador 6, també conegut com a ATF6 (de les seves sigles en anglès Activating Transcription Factor 6), és una proteïna codificada pel gen ATF6, present únicament en mamífers. Forma part d'una família de factors de transcripció que activen gens involucrats a la resposta a proteïnes desplegades (UPR).

## Localització del gen
El gen ATF6 està ubicat entre les coordenades genòmiques 161,766,298- 161,977,574 a la banda 23.3 del braç q al cromosoma humà 1. Té una longitud total de 211,273 bases i conté 16 exons, d'aquesta manera, el seu transcrit té un total de 7470 parelles de bases que donen lloc a una proteïna de 670 aminoàcids.

## Estructura i localització de la proteïna
L’ATF6, presenta dues possibles conformacions determinades per l’estrès induït al reticle endoplasmàtic. En condicions normals, el factor de transcripció activador 6 és una glicoproteïna de membrana de tipus 2 que es troba incorporada al RE gràcies a interaccions entre la seva cua luminal i la xaperona Bip/GRP78, d'aquesta manera, l’extrem N-terminal queda al costat citosòlic i el C-terminal al lumen. Té un pes molecular de 90 kDa, per aquesta raó també s'anomena p90ATF6. Dins dels 670 aminoàcids que la conformen, l’ATF6 presenta múltiples dominis funcionals; una cremallera de leucina que permet la seva unió al DNA, un domini d'activació transcripcional situat a l'extrem N-terminal, que consta de 370 aminoàcids i actua com a factor de trancripció per cremalleres de leucina bàsiques de la família bZip i per xaperones com la GRP78, seqüències de localització per l'aparell de Golgi, un domini transmembrana de 21 aminoàcids hidrofòbics i dues zones destinades a ser tallades per proteases site-1 i site-2.
Quan les proteases site-1 i site-2 tallen la p90ATF6 (proteòlisi), l'extrem N-terminal esdevé una proteïna nuclear de 50 kDa, la p50ATF6, que està formada per uns 370 aminoàcids i conté el factor de transcripció per xaperones com les de la família bZip, la GRP78, la GRP94 o la calreticulina. Per poder transcriure aquestes xaperones, tots els gens mamífers que responen a l'estrès del RE presenten un element d'acció anomenat element de resposta al reticle endoplasmàtic (ERSE), conformat per la seqüència CCAAT-N9-CCACG, en què N9 és una zona rica en guanosina i citosina (G i C) que consta de nou parelles de bases i rep el nom de complex induït per l'estrès del reticle endoplasmàtic (ERSF).

## Funcions
L’ATF6 té com a funció principal la protecció de la cèl·lula mitjançant la síntesi de xaperones. Quan la cèl·lula es troba en situacions d’estrès al reticle endoplasmàtic (RE), per culpa de l'acumulació de proteïnes mal plegades en el lumen d’aquest, l’ATF6 s'activa per tal de sintetitzar XBP1 que farà front a aquesta situació, tot aquest procés forma part de la UPR (Unfolded Protein Response).
A l'ATF6 també se li atribueixen funcions d'homeòstasi dels teixits corporals, activant-se i actuant de manera protectora en patologies vasculars o isquèmiques fent que es redueixi la magnitud del teixit afectat.

### Regulació de l'estrès (UPR)
La funció principal de l'ATF6 és restaurar l'homeòstasi en el RE, garantint que les proteïnes es plegin correctament i que la cèl·lula pugui funcionar normalment. A més, l'ATF6 també pot ajudar a eliminar les proteïnes danyades o mal plegades que podrien ser perjudicials. En resum, l'ATF6 actua com a protector cel·lular, assegurant que les cèl·lules sobrevisquin i funcionin correctament en moments d'estrès, la qual cosa pot ser essencial per a la salut i la supervivència de l'organisme en el seu conjunt.

#### Via Metabòlica de la UPR
Participa en la resposta de proteïnes mal plegades (Unfolded Protein Response), que és la resposta adaptativa induïda per l'estrès del RE. Les tres vies de senyalització principals de l'UPR són: l'IRE1, el PERK i l'ATF6. Aquestes proteïnes transmembrana del RE transmeten senyals des del citosol cap al nucli per a restaurar la capacitat de plegament de proteïnes del RE a través de diverses rutes metabòliques.

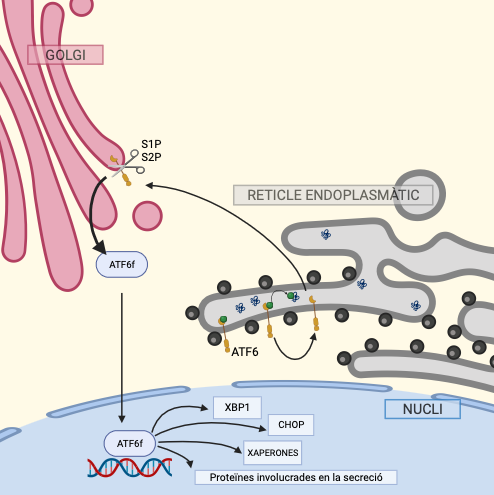
Ruta metabòlica d'activació de l'ATF6

En condicions bàsiques, l'ATF6 es troba a la membrana del RE i codifica un factor de transcripció bZIP en el seu domini citosòlic. En condicions d'estrès del RE, ATF6 es transloca a l'aparell de Golgi on és processat per les proteases S1P i S2P, alliberant el domini citoplasmàtic ATF6f. ATF6f regula la transcripció de gens UPR com ara XBP1, CHOP, xaperones i proteïnes involucrades en la secreció. Això augmenta la capacitat de plegament i millora la funció del Reticle Endoplasmàtic.
L'ATF6 posseeix un domini N-terminal citoplasmàtic que conté un motiu bàsic de cremallera de leucina, essencial per a la seva unió a l'ADN i per a la formació de dímers. Posseeix dues seqüències de localització al Golgi (GLS, Golgi localization sequences), que en condició de repòs es troben ocupades per GRP78/BiP. Quan GRP78/BiP es dissocia d'ATF6 per l'acumulació de proteïnes desplegades en el RE, la proteïna ATF6 es transloca al Golgi, on la seva meitat C-terminal és escindida per la proteasa S1P mentre que la meitat N-terminal ancorada a la membrana és escindida per la proteasa S2P. La proteòlisi seqüencial per les proteases S1P i S2P és un procés anomenat RIP (regulated intramembrane proteolysis).

## Interaccions
El Factor d'Activació de Transcripció 6, és capaç d'interaccionar amb diverses molècules per tal de dur a terme les seves funcions. Actualment, s'ha demostrat que és capaç d'interaccionar amb:
- Factor de Transcripció Repressor YY1 (YY1): té un control positiu i negatiu sobre diversos gens cel·lulars i virals.[22] Actua unint-se a zones de superposició on s'inicia la transcripció. La seva interacció amb ATF6 és essencial per tal d'executar una resposta efectiva enfront a l'estrès del reticle endoplasmàtic, ja que l'YY1 és un coactivador de l'ATF6[14].
- Factor de resposta al sèrum (SFR): és un factor que s'uneix a l'Element de Resposta Sèrica (SRE) en el promotor c-fos. L'SFR és indispensable per aquest procés i s'ha descobert que l'ATF6 també intervé en aquest procés, ja que es pot trobar unit al domini d'activació transcripcional del SFR i actuar com si fos un SFR endogen, permetent així l'activació del gen d'expressió SRE.[23]

## Implicacions mèdiques
S'ha relacionat amb diverses malalties, com la diabetis i la insuficiència renal aguda (IRA), on els problemes en el ER i la resposta UPR poden tenir un paper important. També està especialment relacionat amb les malalties neurodegeneratives com l'Alzheimer, el Parkinson, la malaltia de Huntington, l'esclerosi lateral amiotròfica (ELA), entre d'altres. Per altra banda, mutacions en el gen que codifica l'ATF6 estan relacionades amb disfuncions als cons i bastons de la retina, causant malalties com l'acromatòpsia. Per tant, l'estudi de l'ATF6 podria obrir noves vies per al desenvolupament de tractaments mèdics en el futur, sobretot en el cas de les malalties neurodegeneratives.